# Every Little Bit Hurts
Singles de Alicia Keys
Unbreakable
(2005) No One
(2007)
Every Little Bit Hurts est le second et dernier single extrait du premier album live (Unplugged) de la chanteuse américaine Alicia Keys. La chanson a été écrite par Ed Cobb pour la chanteuse de soul Brenda Holloway en 1964. Le single, malgré l’appui du clip-vidéo, n’aura pas eu le même succès que l’original et c’est le seul morceau d’Alicia à ne pas entrer dans les charts Américains ainsi que les autres palmarès internationaux.

## Clip-vidéo
Le clip, sorti en janvier 2006 est en version noir et blanc, où on voit la chanteuse en train d’enregistrer une émission de musique des années 1950, dans une tenue de l’époque.

### Track listing
U.S. promo CD single
1. Every Little Bit Hurts (Radio Edit) – 3:58
2. Every Little Bit Hurts (Call Out Hook) – 0:10

## Utilisation dans la culture populaire
La version de Brenda Holloway est présente sur la bande originale du film Baby Driver (2017) d'Edgar Wright.